# マニー・アコスタ
マヌエル・アルシデス・アコスタ・モリーナ（Manuel Alcides "Manny" Acosta Molina, 1981年5月1日 - ）は、パナマのコロン県コロン出身のプロ野球選手（投手）。右投げ右打ち。

## 経歴

### ヤンキース傘下時代
1998年1月6日、16歳のときにドラフト外でニューヨーク・ヤンキースに入団。約6シーズンをマイナーで過ごした。
2003年7月24日に放出された。

### ブレーブス時代
2003年7月29日にアトランタ・ブレーブスとマイナー契約を結んだ。ブレーブス移籍後は、マイナーリーグにて主にリリーフとして登板した。
2006年開幕前の3月に第1回WBCのパナマ代表に選出された。この大会では、0勝1敗、防御率5.01だった。シーズンではダブルAとトリプルAで51試合に登板し、防御率3.30を記録した。
2007年はマイナーリーグで40試合に登板し、9勝3敗、防御率2.26、12セーブの好成績を記録。8月10日にメジャー初昇格し、2日後の8月12日にフィラデルフィア・フィリーズ戦でメジャー初登板を果たした。初登板から9.2回を無失点に抑え、8月29日には初ホールドを記録した。最終的には21試合で防御率2.28の成績を残してシーズンを終えた。
2008年は開幕をメジャーで迎える。シーズン最初の登板で4失点と出鼻をくじかれたが、その後10試合連続で無失点に抑えるなど徐々に持ち直し、5月終了時点で既に前年を上回る27試合に登板し、防御率2.83をマークしていた。しかし6月に入って11試合中6試合で失点するなど調子を落とすと、7月には左のハムストリングを痛めて故障者リスト入りすることになった。8月24日のセントルイス・カージナルス戦でメジャーに復帰してからは5試合を無失点に抑え、トータルでは46試合、防御率3.57でシーズンを終えた。この年はWHIPが1.40だったが、得点圏被打率.216とピンチで粘ったため、防御率は3点台をキープした。
2009年は、開幕をマイナーで迎え、5月22日にメジャーに昇格する。昇格後7月の序盤までは好調だったが、8月には不調に陥り、一旦マイナーに降格する。その後メジャーに再昇格するも、シーズントータルでは前年より数字を落とした。
2010年はスプリング・トレーニングで乱調だったため、長年在籍したブレーブスからウェーバーにかけられた。

### メッツ時代

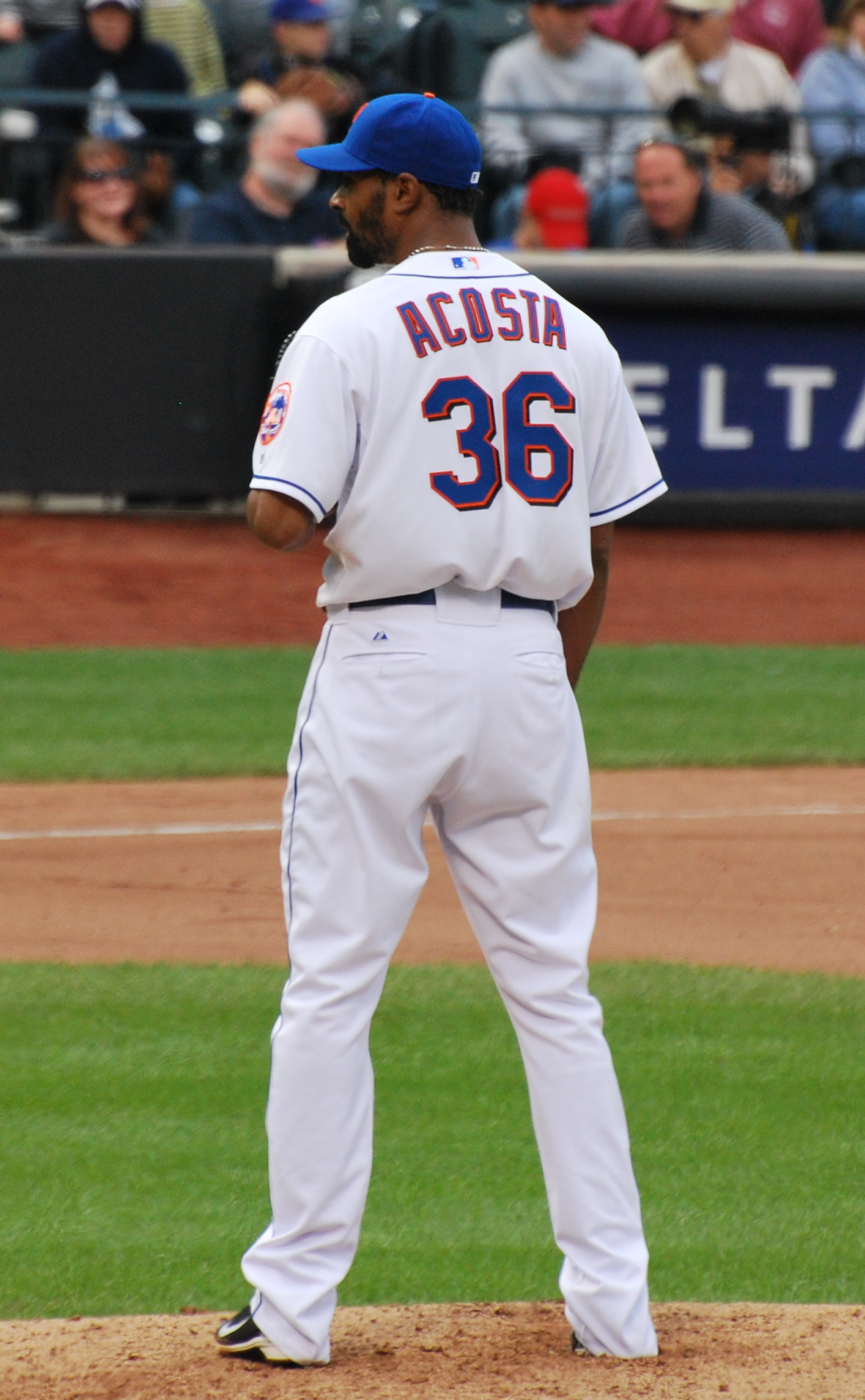
メッツ時代（2010年10月3日）

2010年3月30日にニューヨーク・メッツへ移籍。開幕時点ではマイナー契約だったが、4月中旬にメジャーに昇格。シーズン初登板でこそ3失点を喫したが、その後は無失点で凌ぐ試合を重ね、結局シーズンで投げた41試合中、失点したのは7試合だった。しかし、この年はランナーがいない場面での被打率.176に対し、得点圏被打率.324とピンチの場面で踏ん張れなかったため、3点以内のリードで起用された回数は5試合だけで、25試合はチームがリードを許した時点での起用だった。
2011年は44試合に登板した。
2012年は登板数、イニング数、奪三振数、被安打数などの部門では前年とほぼ同様の数字を残したにもかかわらず、防御率は6点台と著しく結果が悪く、オフにFAになった。11月に母国パナマで開催された第3回WBC予選のパナマ代表に選出され、2大会振り2度目の選出を果たした。大会終了後の11月30日にFAとなった。

### 巨人時代
2012年12月20日、読売ジャイアンツへの入団が発表された。
2013年はオープン戦で8試合に登板し、防御率3.38ながら2セーブを記録。開幕を一軍で迎え、抑えとして期待がかかったが、開幕から6日後の4月3日に右肩筋を損傷。翌4日に登録を抹消された。11月30日、球団から自由契約が発表された。12月2日に、自由契約公示された。

### メキシカンリーグ時代
2014年3月29日にメキシカンリーグのメキシコシティ・レッドデビルズと契約。
2016年9月23日に自由契約。
2017年12月4日にメキシカンリーグのオアハカ・ウォーリアーズと契約
翌年2018年2月7日に自由契約となったが、2月20日に同じメキシカンリーグのモンテレイ・サルタンズと契約。その後8月10日に自由契約となったが、8月16日にメキシコシティ・レッドデビルズへ復帰。
2019年は同じくメキシカンリーグのレオン・ブラボーズと契約。
2020年は新型コロナウイルス感染症の影響でシーズン中止となり、翌年の2021年3月9日に自由契約。

## プレースタイル・人物

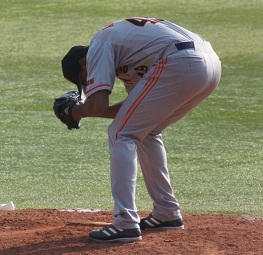
投球時の独特の構え

150km/hを超えるストレートが持ち味。同郷のマリアノ・リベラにならった、お辞儀をするように深々と体を折る独特の構えからセットポジションに入り、フォークとチェンジアップで緩急をつけ、キレのあるスライダーも武器とする。コントロールに難があると評されており、メジャーでの通算与四球率は4.25である（2012年度シーズン終了時点）。
親しみやすい性格で、2010年は当時のチームメイト、高橋尚成らともロッカーでよくコミュニケーションをとっていた。

## 詳細情報

### 年度別投手成績
| 年 度    | 球 団    | 登 板 | 先 発 | 完 投 | 完 封 | 無 四 球 | 勝 利 | 敗 戦 | セ 丨 ブ | ホ 丨 ル ド | 勝 率 | 打 者 | 投 球 回 | 被 安 打 | 被 本 塁 打 | 与 四 球 | 敬 遠 | 与 死 球 | 奪 三 振 | 暴 投 | ボ 丨 ク | 失 点 | 自 責 点 | 防 御 率 | W H I P |
| -------- | -------- | ----- | ----- | ----- | ----- | -------- | ----- | ----- | -------- | ----------- | ----- | ----- | -------- | -------- | ----------- | -------- | ----- | -------- | -------- | ----- | -------- | ----- | -------- | -------- | ------- |
| 2007     | ATL      | 21    | 0     | 0     | 0     | 0        | 1     | 1     | 0        | 4           | .500  | 93    | 23.2     | 13       | 2           | 14       | 1     | 0        | 22       | 1     | 0        | 6     | 6        | 2.28     | 1.14    |
| 2008     | ATL      | 46    | 0     | 0     | 0     | 0        | 3     | 5     | 3        | 4           | .375  | 226   | 53.0     | 48       | 7           | 26       | 5     | 1        | 31       | 5     | 0        | 25    | 21       | 3.57     | 1.40    |
| 2009     | ATL      | 36    | 0     | 0     | 0     | 0        | 1     | 1     | 0        | 2           | .500  | 174   | 37.1     | 45       | 4           | 19       | 2     | 2        | 32       | 3     | 0        | 19    | 18       | 4.34     | 1.71    |
| 2010     | NYM      | 41    | 0     | 0     | 0     | 0        | 3     | 2     | 1        | 1           | .600  | 157   | 39.2     | 30       | 4           | 18       | 1     | 0        | 42       | 3     | 0        | 13    | 13       | 2.95     | 1.21    |
| 2011     | NYM      | 44    | 0     | 0     | 0     | 0        | 4     | 1     | 4        | 7           | .800  | 204   | 47.0     | 50       | 6           | 15       | 0     | 2        | 46       | 0     | 0        | 21    | 18       | 3.45     | 1.38    |
| 2012     | NYM      | 45    | 0     | 0     | 0     | 0        | 1     | 3     | 1        | 4           | .250  | 216   | 47.1     | 48       | 7           | 25       | 1     | 3        | 46       | 2     | 0        | 38    | 34       | 6.46     | 1.54    |
| 2013     | 巨人     | 14    | 0     | 0     | 0     | 0        | 1     | 0     | 0        | 2           | 1.000 | 57    | 13.0     | 15       | 4           | 4        | 0     | 0        | 12       | 0     | 1        | 8     | 8        | 5.54     | 1.46    |
| MLB：6年 | MLB：6年 | 233   | 0     | 0     | 0     | 0        | 13    | 13    | 9        | 23          | .500  | 1070  | 248.0    | 234      | 30          | 117      | 10    | 8        | 219      | 14    | 0        | 122   | 110      | 3.99     | 1.42    |
| NPB：1年 | NPB：1年 | 14    | 0     | 0     | 0     | 0        | 1     | 0     | 0        | 2           | 1.000 | 57    | 13.0     | 15       | 4           | 4        | 0     | 0        | 12       | 0     | 1        | 8     | 8        | 5.54     | 1.46    |

- 2020年度シーズン終了時

### 記録
- 初登板：2013年3月30日、対広島東洋カープ2回戦（東京ドーム）、12回表に6番手で救援登板・完了、1回無失点
- 初奪三振：同上、12回表に栗原健太から空振り三振
- 初勝利：2013年6月25日、対広島東洋カープ10回戦（MAZDA Zoom-Zoom スタジアム広島）、7回裏に2番手で救援登板、1回無失点
- 初ホールド：2013年7月31日、対東京ヤクルトスワローズ12回戦（東京ドーム）、6回表に2番手で救援登板、1回1失点

### 背番号
- 46 （2007年 - 2009年、2011年 - 2012年）
- 36 （2010年）
- 49 （2013年、2019年 - ）

### 代表歴
- 2006 ワールド・ベースボール・クラシック・パナマ代表
- 2013 ワールド・ベースボール・クラシック・パナマ代表